# Sainte-Suzanne-en-Bauptois
Sainte-Suzanne-en-Bauptois est une ancienne commune française du département de la Manche. La commune a été d'abord associée en 1973 à Prétot pour former Prétot-Sainte-Suzanne puis a fusionné en 1980.

## Toponyme
Le déterminatif en-Bauptois a été ajouté officiellement en 1958 mais il était déjà d'usage courant depuis longtemps.

## Histoire

### Moyen Âge
Au XIIe siècle, la paroisse relevait de l'honneur de La Haye.
Le fief, la terre et la seigneurie de Sainte-Suzanne-en-Bauptois fut la possession de la famille de Mauconvenant, famille d'extraction chevaleresque 1151, éteinte en 1829.

### Temps modernes
À la fin du XVIIe siècle, la paroisse a pour seigneur et patron Bonnaventure de Mauconvenant, écuyer, conseiller du roi et vicomte de Saint-Sauveur-Lendelin de 1668 à 1692.
Au XVIIIe siècle, René-Jacques-François-Bonnaventure de Mauconvenant, écuyer, est cité en 1735 comme sieur de Peseville, seigneur et patron de Sainte-Suzanne.

## Politique et administration
| Période                                                                                    | Période | Identité                           | Étiquette | Qualité                                             |
| ------------------------------------------------------------------------------------------ | ------- | ---------------------------------- | --------- | --------------------------------------------------- |
| 1790                                                                                       | v. 1794 | François Bonnaventure Mauconvenant |           |                                                     |
| 1790                                                                                       | v. 1794 | Jacques Lelièvre                   |           |                                                     |
| v. 1794                                                                                    | v. 1798 | Lacques Rigaut                     |           |                                                     |
| v. 1798                                                                                    | 1800    | Nicolas Le Bœuf                    |           |                                                     |
| 1800                                                                                       | 1812    | Jacques Rigaut                     |           |                                                     |
| 1812                                                                                       | 1819    | Nicolas Le Bœuf                    |           |                                                     |
| 1819                                                                                       | 1831    | Thomas Faudemer                    |           |                                                     |
| 1831                                                                                       | 1835    | Jacques Michel Barguet             |           |                                                     |
| 1835                                                                                       | 1844    | Th. François Faudemer              |           |                                                     |
| 1844                                                                                       | 1883    | Louis Le Bœuf                      |           |                                                     |
| 1883                                                                                       | 1884    | Ardène Bellée                      |           |                                                     |
| 1884                                                                                       | 1892    | Frédéric Lair                      |           |                                                     |
| 1892                                                                                       | 1893    | Jean Hochet                        |           |                                                     |
| 1893                                                                                       | 1903    | François Ronez                     |           |                                                     |
| 1903                                                                                       | 1924    | Frédéric Lair                      |           |                                                     |
| 1924                                                                                       | 1943    | François de Hauteclocque           |           |                                                     |
| 1943                                                                                       | 1945    | délégation spéciale                |           | Le maire a été révoqué par le gouvernement de Vichy |
| 1945                                                                                       | 1956    | François de Hauteclocque           |           |                                                     |
| 1956                                                                                       | 1972    | Pierre Bard                        |           |                                                     |
| Une partie des données est issue d'une liste établie par Jean Pouëssel et Claude Pasquier. |         |                                    |           |                                                     |

| Période | Période | Identité    | Étiquette | Qualité |
| ------- | ------- | ----------- | --------- | ------- |
| 1972    | 1980    | Paul Enault |           |         |

## Démographie
| 1793 | 1800 | 1806 | 1821 | 1831 | 1836 | 1841 |
| ---- | ---- | ---- | ---- | ---- | ---- | ---- |
| 164  | 182  | 247  | 256  | 150  | 163  | 151  |

| 1846 | 1851 | 1856 | 1861 | 1866 | 1872 | 1876 |
| ---- | ---- | ---- | ---- | ---- | ---- | ---- |
| 178  | 160  | 150  | 154  | 158  | 165  | 164  |

| 1881 | 1886 | 1891 | 1896 | 1901 | 1906 | 1911 |
| ---- | ---- | ---- | ---- | ---- | ---- | ---- |
| 143  | 181  | 169  | 156  | 155  | 154  | 171  |

| 1921 | 1926 | 1931 | 1936 | 1946 | 1954 | 1962 |
| ---- | ---- | ---- | ---- | ---- | ---- | ---- |
| 145  | 84   | 100  | 125  | 91   | 106  | 115  |

| 1968 | - | - | - | - | - | - |
| ---- | - | - | - | - | - | - |
| 104  | - | - | - | - | - | - |

## Lieux et monuments

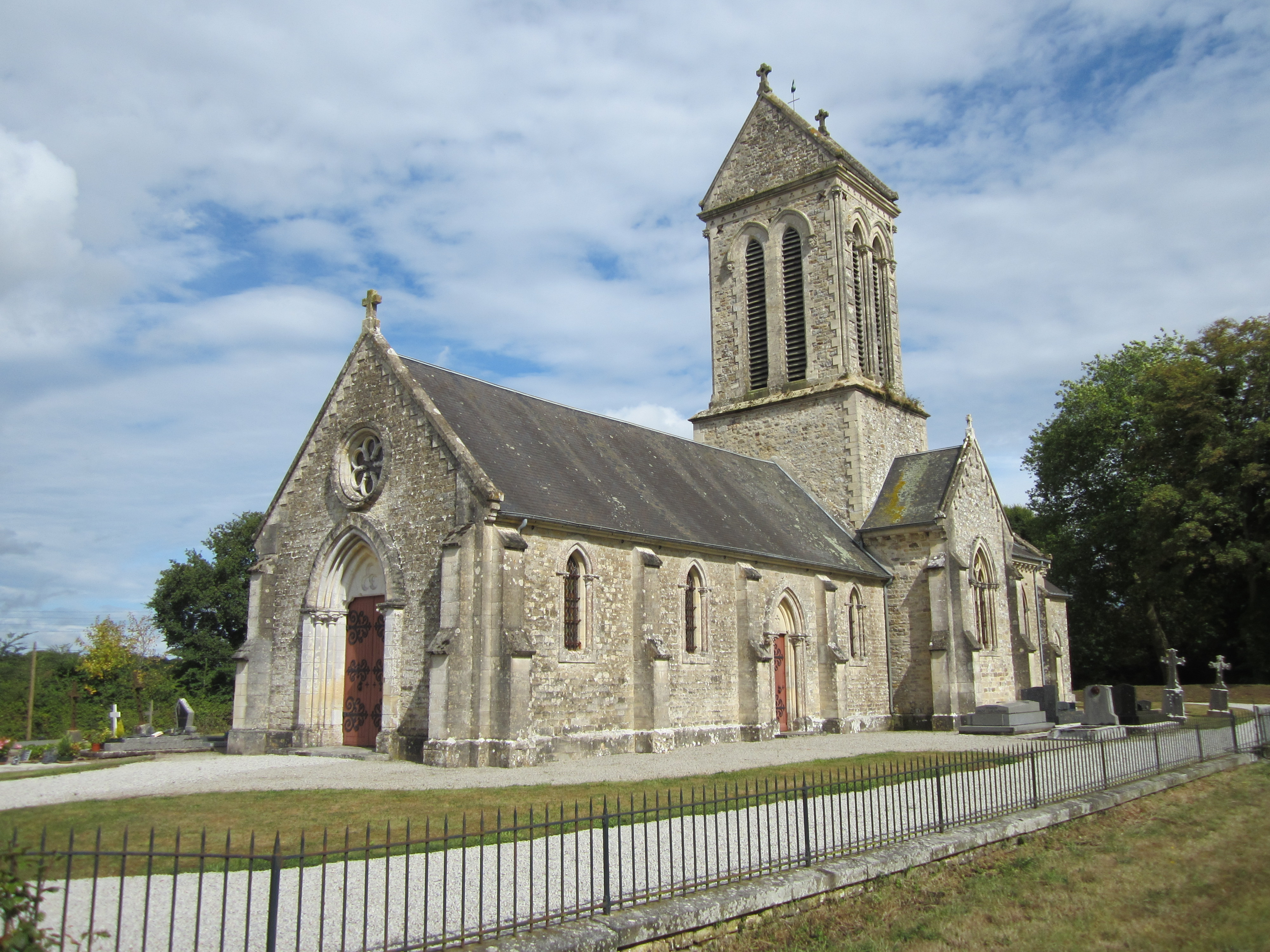
L'église Sainte-Suzanne.

- Château de Sainte-Suzanne (1783) construit en brique rose sur le modèle de celui de Franquetot à Coigny, avec trois avenues donnant accès au château dont l'allée principale, plantée de chênes, construite par le comte de Mauconvenant. Les communs, perpendiculaires à l'actuelle château datent de la fin du XVIe  et début XVIIe siècle.

Le 2 août 1944, le général Leclerc qui s'est installé à Vesly rendra visite à ses cousins, François et Françoise de Hauteclocque, au château de Sainte-Suzanne.
- Église néogothique Sainte-Suzanne (1884). Elle abrite une statue de sainte Suzanne du XIVe classée en 1955 au titre objet aux monuments historiques[7] ainsi qu'un maître-autel du XIXe. À noter que les bancs seigneuriaux sont toujours en place de chaque côté de la nef[5].

Valentine de la Croix des Castries (1813-1890), vicomtesse de Choiseul et propriétaire du château de Sainte-Suzanne, fit restaurer en 1884 l'église du lieu dont l'état était jugé inquiétant.